# Morti nel 1198
| Questa pagina contiene informazioni ricavate automaticamente dalle voci biografiche con l'ausilio del template Bio e di un bot. L'aggiornamento è periodico e automatico e ricostruisce completamente la pagina. Se manca una persona in questa lista, sei pregato di non aggiungerla, ma accertati piuttosto che la sua voce biografica contenga il template Bio e che i dati anagrafici siano correttamente compilati. Se il template Bio manca, inseriscilo tu stesso o, in alternativa, metti l'avviso {{tmp\|Bio}} che ne segnala la mancanza. Se i dati riportati sono sbagliati, correggi direttamente la voce biografica; le modifiche saranno visibili in questa lista entro pochi giorni. Per chiarimenti vedi il progetto biografie. La lista contiene solo le 24 persone che sono citate nell'enciclopedia e per le quali è stato implementato correttamente il template Bio. Pagina aggiornata al 18 ago 2025. |

- 8 gennaio - Papa Celestino III, papa, vescovo cattolico e cardinale italiano
- 14 gennaio - Oddone di Novara, presbitero, religioso e monaco cristiano italiano
- 11 marzo - Maria di Francia, contessa (n. 1145)
- 16 aprile - Federico I di Babenberg, nobile austriaco (n. 1175)
- 5 maggio - Sofia di Minsk, sovrana russa
- 23 giugno - Lanfranco Beccari, vescovo cattolico italiano
- 7 luglio - Giorgio II di Costantinopoli, arcivescovo ortodosso bizantino
- 24 luglio - Bertoldo di Hannover, abate e vescovo cattolico tedesco
- 17 agosto - Donato da Ripacandida, religioso italiano (n. 1179)
- 1º settembre - Dolce di Barcellona, sovrana (n. 1160)
- 10 settembre - Richard FitzNeal, vescovo cattolico e economista inglese (n. 1130)
- 27 novembre - Costanza d'Altavilla, nobile normanna (n. 1154)
- 27 novembre - Abraham Ben David, filosofo e rabbino francese
- 29 novembre - Al-'Aziz Uthman, sultano (n. 1171)
- 2 dicembre - Ruaidri mac Tairrdelbach Ua Conchobair, re irlandese
- 10 dicembre - Averroè, filosofo, medico e matematico arabo (n. 1126)
- Alice di Francia, nobile (n. 1151)
- Inanch Bilge Khan, condottiero mongolo
- Jaroslav II di Černihiv, nobile russo (n. 1139)
- Narsète Lampronese, teologo armeno (n. 1153)
- Niceforo II, arcivescovo ortodosso greco
- Tibors, trobairitz e poetessa francese
- Umfredo IV di Toron, cavaliere medievale normanno
- Costantino II di Torres, nobile